# 굿바이 사돈!
《굿바이 사돈!》는 매주 월요일 교교박이 다음 웹툰에서 연재하는 웹툰이다.